# Liste der Zahnradbahnen in der Schweiz
Die Liste der Zahnradbahnen in der Schweiz führt alle bestehenden und ehemaligen Zahnradbahnen der Schweiz auf. Rot eingefärbte Zeilen stehen für ehemalige Zahnradbahnen, deren Zahnradabschnitte entfernt wurden.
| Inhaltsübersicht                 |
| -------------------------------- |
| 1 Appenzell-St. Gallen           |
| 2 Bern-Luzern-Schwyz-Unterwalden |
| 3 Graubünden-Uri-Wallis          |
| 4 Neuenburg                      |
| 5 Tessin                         |
| 6 Waadt                          |
| 7 Zürich                         |
| 8 Siehe auch                     |
| 9 Literatur                      |
| 10 Anmerkungen                   |
| 11 Einzelnachweise               |

Bemerkungen zu den Spaltenüberschriften
- Spalte Länge gemäss Kilometrierung, mit Berücksichtigung der Fehlerprofile
- In der Spalte Zahnstangensystem bedeuten:
  - R = Riggenbach
  - S = Strub
  - VR = Von Roll

| Region Kantone      | Betreiberin | Strecke                                                                | Spur- weite [mm], 2-gleisig | Reine Zahnradbahn | Länge [km] | Höhen- unter- schied [m] | Gipfel- höhe [m ü. M.] | grösste Neig- ung [‰] | Zahn- stangen- system | Höhe Teil- kreis [mm] | Höhe Kopf- kreis [mm] | Zahn- rad von | Zahn- rad bis | Stromsystem                  |
| ------------------- | ----------- | ---------------------------------------------------------------------- | --------------------------- | ----------------- | ---------- | ------------------------ | ---------------------- | --------------------- | --------------------- | --------------------- | --------------------- | ------------- | ------------- | ---------------------------- |
| Ap.-SG              | AB          | Altstätten Stadt–Stoss (–Gais) 3 Abschnitte                            | 1000                        | –                 | 4,1        | 505                      | 946                    | 160                   | S                     | 48                    | 63                    | 1911          | heute         | 1500 V =                     |
| Ap.-SG              | AB          | Rheineck–Walzenhausen 1 Abschnitt                                      | 1200                        | –                 | 1,9        | 272                      | 672                    | 253                   | R                     | 70                    | 86                    | 1909–1958     | heute         | 600 V =                      |
| Ap.-SG              | AB          | Rorschach–Heiden 1 Abschnitt                                           | 1435                        | –                 | 5,6        | 393                      | 792                    | 94                    | R                     | 70                    | 88                    | 1875          | heute         | 15 kV 16,7 Hz seit 1930      |
| Ap.-SG              | AB          | St. Gallen–Gais–Appenzell zuletzt 1 Abschnitt, früher 7 Abschnitte     | 1000                        | –                 | 20,1       | 259                      | 928                    | 100                   | R-Klose, S, VR        | 48                    | 63                    | 1889          | 2018          | 1500 V = seit 1931           |
| Ap.-SG              | MSG         | St. Gallen–Mühlegg                                                     | 1200                        | X                 | 0,3        | 68                       | 744                    | 228                   | R                     |                       |                       | 1950          | 1975          | 500 V 50 Hz                  |
| BE-LU-SZ -Uw. (-BL) | BOB         | (Interlaken–) Zweilütschinen–Grindelwald 2 Abschnitte                  | 1000                        | –                 | 11,2       | 382                      | 1034                   | 90                    | R-Pauli, VR           | 62,5                  | 80,5                  | 1890          | heute         | 1500 V = seit 1914           |
| BE-LU-SZ -Uw. (-BL) | BOB         | (Interlaken–) Zweilütschinen–Lauterbrunnen 2 Abschnitte                | 1000                        | –                 | 4,1        | 145                      | 797                    | 120                   | R-Pauli, VR           | 62,5                  | 80,5                  | 1890          | heute         | 1500 V = seit 1914           |
| BE-LU-SZ -Uw. (-BL) | BOB         | Wilderswil–Schynige Platte                                             | 800                         | X                 | 7,3        | 1403                     | 1987                   | 250                   | R-Pauli, S            | 40                    | 56                    | 1893          | heute         | 1500 V = seit 1914           |
| BE-LU-SZ -Uw. (-BL) | BRB         | Brienz–Rothorn Kulm                                                    | 800                         | X                 | 7,6        | 1678                     | 2244                   | 250                   | Abt                   | 35                    | 50                    | 1892          | heute         |                              |
| BE-LU-SZ -Uw. (-BL) | BrMB        | Brunnen–Morschach-Axenstein                                            | 1000                        | X                 | 2,0        | 268                      | 705                    | 170                   | S                     |                       |                       | 1905          | 1969          | 750 V 50 Hz Δ                |
| BE-LU-SZ -Uw. (-BL) | JB          | Kleine Scheidegg–Jungfraujoch                                          | 1000                        | X                 | 9,3        | 1393                     | 3454                   | 250                   | S, VR                 | 55                    | 70                    | 1898–1912     | heute         | 1125 V 50 Hz Δ               |
| BE-LU-SZ -Uw. (-BL) | PB          | Alpnachstad–Pilatus                                                    | 800                         | X                 | 4,3        | 1629                     | 2066                   | 480                   | Locher                | 74                    | 94                    | 1889          | heute         | 1550 V = seit 1937           |
| BE-LU-SZ -Uw. (-BL) | RB          | Arth-Goldau–Rigi Staffel–Rigi Kulm                                     | 1435                        | X                 | 8,6        | 1236                     | 1752                   | 200                   | R                     | 0                     | 18                    | 1873–1875     | heute         | 1500 V = seit 1907           |
| BE-LU-SZ -Uw. (-BL) | RB          | Vitznau–Rigi Staffel–Rigi Kulm                                         | 1435                        | X                 | 6,9        | 1317                     | 1752                   | 250                   | R                     | 0                     | 18                    | 1871 –1873    | heute         | 1500 V = seit 1937           |
| BE-LU-SZ -Uw. (-BL) | WAB         | Lauterbrunnen–Witimatte–Wengwald–Wengen–Kleine Scheidegg–Grindelwald   | 800                         | X                 | 19,1       | 1264                     | 2061                   | 250                   | R-Pauli, VR           | 40                    | 65                    | 1893–1910     | heute         | 1500 V = seit 1909           |
| BE-LU-SZ -Uw. (-BL) | WAB         | Witimatte–Wengen (alte Strecke)                                        | 800                         | X                 | 2,0        | 448                      | 1278                   | 250                   | R-Pauli               | 40                    | 65                    | 1893          | 2009          | 1500 V = seit 1909           |
| BE-LU-SZ -Uw. (-BL) | zb          | (Luzern–) Giswil–Meiringen (Brünigbahn)4 Abschnitte                    | 1000                        | –                 | 16,2       | 517                      | 1002                   | 128                   | R-Pauli, VR           | 62,5                  | 80,5                  | 1888          | heute         | 15 kV 16,7 Hz seit 1941      |
| BE-LU-SZ -Uw. (-BL) | zb          | (Luzern–) Grafenort–Engelberg 1 Abschnitt                              | 1000                        | –                 | 7,1        | 430                      | 999                    | 105                   | R-Pauli, VR           | 62,5                  | 80,5                  | 1898          | heute         | 15 kV 16,7 Hz                |
| BE-LU-SZ -Uw. (-BL) |             | Werkbahn Steinbruch Laufen BE                                          | 1435                        | –                 | ≈0,3       | 2                        |                        | 50                    | R                     |                       |                       | 1877          | 1930          |                              |
| BE-LU-SZ -Uw. (-BL) |             | Werkbahn Steinbruch Ostermundigen 1 Abschnitt                          | 1435                        | –                 | 2,0        | 33                       |                        | 100                   | Marsh                 |                       |                       | 1871          | 1902          |                              |
| GR-UR-VS            | ATG         | Werkgleis Tscheppa–Las Rueras 1 Abschnitt                              | 1000                        | –                 | 2,2        | 85                       | 1420                   | 70                    | Abt                   | 45                    | 65                    | 1998          | 2014          | 11 kV 16,7 Hz                |
| GR-UR-VS            | DFB         | Realp–Furkapass–Oberwald historisch 4 Abschnitte, heute 5 Abschnitte   | 1000                        | –                 | 17,9       | 796                      | 2162                   | 118                   | Abt                   | 45                    | 65                    | 1915–1926     | heute         | (11 kV 16 ⅔ Hz) 1942–1981    |
| GR-UR-VS            | GGB         | Zermatt–Gornergrat                                                     | 1000                        | X                 | 9,3        | 1485                     | 3089                   | 200                   | Abt                   | 35                    | 55                    | 1898          | heute         | 725 V 50 Hz Δ                |
| GR-UR-VS            | LLB         | Leuk–Leukerbad 3 Abschnitte                                            | 1000                        | –                 | 10,4       | 768                      | 1394                   | 160                   | Abt                   |                       |                       | 1915          | 1967          | 1500 V =                     |
| GR-UR-VS            | MGB         | Andermatt–Oberalppass–Disentis 4 Abschnitte                            | 1000                        | –                 | 29,0       | 903                      | 2033                   | 110                   | Abt                   | 45                    | 65                    | 1926          | heute         | 11 kV 16,7 Hz seit 1940–1941 |
| GR-UR-VS            | MGB         | (Brig–) Betten Talstation–Fürgangen-Bellwald (–Andermatt) 3 Abschnitte | 1000                        | –                 | 10,2       | 311                      | 1202                   | 90                    | Abt                   | 45                    | 65                    | 1915          | heute         | 11 kV 16,7 Hz seit 1941      |
| GR-UR-VS            | MGB         | Göschenen–Andermatt 1 Abschnitt                                        | 1000                        | –                 | 3,7        | 330                      | 1436                   | 181                   | Abt                   | 45                    | 65                    | 1917          | heute         | 11 kV 16,7 Hz                |
| GR-UR-VS            | MGB         | Visp–Zermatt 5 Abschnitte                                              | 1000                        | –                 | 35,0       | 954                      | 1605                   | 126                   | Abt                   | 45                    | 65                    | 1890–1891     | heute         | 11 kV 16,7 Hz seit 1929      |
| GR-UR-VS            | TMR         | Martigny–Finhaut (–Saint-Gervais) 1 Abschnitt                          | 1000                        | –                 | 14,7       | 757                      | 1224                   | 200                   | S                     | 123                   | 138                   | 1906          | heute         | 850 V =                      |
| NE                  | NCB         | Neuchâtel Gare–Neuchâtel Evole                                         | 1000                        | –                 | 1,1        |                          |                        |                       | R                     |                       |                       | 1892          | 1898          |                              |
| TI                  | MG          | Capolago–Monte Generoso                                                | 800                         | X                 | 9,0        | 1319                     | 1592                   | 220                   | Abt                   | 35                    | 50                    | 1890          | heute         | 750 V = seit 1982            |
| VD                  | LO          | Lausanne Flon–Ouchy                                                    | 1435                        | X                 | 1,5        | 100                      | 473                    | 116                   | S, VR                 |                       |                       | 1958          | 2006          | 15 kV 16,7 Hz                |
| VD                  | MVR         | (Vevey–) Blonay–Les Pléiades 1 Abschnitt                               | 1000                        | –                 | 4,8        | 728                      | 1348                   | 200                   | S                     | 55                    | 70                    | 1911          | heute         | 900 V =                      |
| VD                  | MVR         | Montreux–Glion–Rochers de Naye                                         | 800                         | X                 | 10,4       | 1578                     | 1973                   | 220                   | Abt                   | 35                    | 50                    | 1892–1909     | heute         | 850 V = seit 1909–1938       |
| VD                  | TP          | Trait–Planches                                                         | 1000                        | X                 | 0,6        |                          |                        | 140                   | R                     |                       |                       | 1898          | 1912          | 450 V =                      |
| VD                  | TPC         | Aigle–Leysin-Grand-Hôtel 1 Abschnitt                                   | 1000                        | –                 | 6,2        | 1047                     | 1451                   | 230                   | Abt                   | 91                    | 106                   | 1900          | heute         | 1500 V =                     |
| VD                  | TPC         | (Aigle–) Monthey-Ville–Champéry 3 Abschnitte                           | 1000                        | –                 | 12,3       | 635                      | 1043                   | 135                   | Abt                   | 91                    | 106                   | 1908          | heute         | 1500 V =                     |
| VD                  | TPC         | Bex–Villars-sur-Ollon–Bretaye 2 Abschnitte                             | 1000                        | –                 | 17,0       | 1397                     | 1808                   | 200                   | Abt                   | 89                    | 104                   | 1898–1913     | heute         | 750 V =                      |
| VD                  |             | Werkbahn Schlachthof Clarens                                           | 1435                        | –                 | 0,2        |                          |                        | 47                    | VR                    |                       |                       | 1911          | 1971          |                              |
| ZH                  | Db          | Zürich, Römerhof–Grand Hotel Dolder                                    | 1000                        | X                 | 1,3        | 161                      | 606                    | 196                   | VR                    | 55                    | 71                    | 1973          | heute         | 600 V =                      |
| ZH                  |             | Werkbahn Lehmgrube Laubegg, Zürich Wiedikon                            | 400                         | –                 |            |                          |                        |                       | Marsh                 |                       |                       | 1948          | 1953          |                              |
| ZH                  |             | Werkbahn Rüti ZH, Maschinenfabrik                                      | 1435                        | –                 | 1,1        | 12                       |                        | 100                   | R                     |                       |                       | 1877          | 1997          |                              |